# Tini: Violettina proměna
Tini: Violettina proměna (originální název Tini: El Gran Cambio de Violetta) je španělsko–italský film vytvořený Ramónem Salazar Hoogers. Dá se říct, že je volným pokračováním seriálu Violetta. Martina Stoessel, Jorge Blanco, Mercedes Lambre, Clara Alonso a Diego Ramos opakují jejich role ze seriálu. Ve filmu hrají Martina Stoessel, Jorge Blanco, Mercedes Lambre, Clara Alonso, Diego Ramos, Adrián Salzedo, Sofia Carson a Ángela Molina. Ve Španělsku měl premiéru 6. května 2016 a 12. května 2016 v Itálii. V Česku film měl premiéru 9. března 2017 na televizní stanici HBO.

## Popis
V příběhu odrážejícím skutečný život dospívající hvězdy musí Martina Stoessel ("Tini") nechat svět Violetty za zády. Po návratu z celosvětového turné na ni čekají nenadálé zprávy. Violetta se rázem ocitne na křižovatce a je nucena zpochybnit úplně všechno. Ve snaze následovat intuici a vydat se vlastní cestou přijme spontánní pozvání na výlet přes půlku světa, aby našla odpovědi na své otázky. Během jednoho nekonečného léta v nádherném italském pobřežním městě překypujícím kreativitou podstoupí cestu sebepoznání, která v ní rozdmýchá jiskru uměleckého, hudebního i osobního uvědomění. Když se její minulost, přítomnost i budoucnost střetnou, Violetta objeví své skutečné já a promění se v Tini, ženu a umělkyni, jíž se měla stát.

## Obsazení
| Postava                     | Herec              | Český dabing      |
| --------------------------- | ------------------ | ----------------- |
| Violetta Castilliová / Tini | Martina Stoessel   | Anna Theimerová   |
| León Vargas                 | Jorge Blanco       | Daniel Krejčík    |
| Caio Timón                  | Adrián Salzedo     | Jiří Köhler       |
| Ludmila Ferrová             | Mercedes Lambre    | Terezie Taberyová |
| Isabella Juarezová          | Ángela Molina      | Marcela Kyselová  |
| Germán Castillo             | Diego Ramos        | Zdeněk Mahdal     |
| Angie Carrará               | Clara Alonso       | Kateřina Peřinová |
| Melanie Diazová             | Sofia Carson       | Malvína Pachlová  |
| Saúl Paulo                  | Leonardo Cecchi    | Jindřich Žampa    |
| Raúl Jimenez                | Ridden van Kooten  | Jakub Nemčok      |
| Miranda Morrisová           | Beatrice Arnera    | Milada Vaňkátová  |
| Eloisa Martinezová          | Georgina Amorós    | Ivana Korolová    |
| Stefano Mario               | Pasquale Di Nuzzo  | Robin Pařík       |
| Roko Benjamin               | Francisco Viciana  | David Štěpán      |
| Willy                       | Rolando San Martín | Luděk Čtvrtlík    |

## Hudba a soundtrack
29. dubna 2016 bylo zveřejněno debutové album Tini zpěvačky Martina Stoessel, na kterém jsou písně z filmu.